# Poliedru Goldberg
| G(7,0) | G(4,1) |
| G(4,4) | G(5,3) |

Un poliedru Goldberg' este un poliedru convex format din pentagoane și hexagoane. Posedă proprietățile:
- o față poate fi doar pentagonală sau hexagonală;
- în fiecare vârf se întâlnesc exact trei fețe;
- posedă simetrie icosaedrică de rotație (elementele poliedrului se repetă ca și cum ar fi dispuse în vârfurile unui icosaedru regulat).

Simetria icosaedrică determină regularitatea tuturor fețelor pentagonale (cele hexagonale nu sunt hexagoane regulate, însă sunt într-un număr limitat de tipuri).
Proprietățile sale au fost remarcate de către profesorul american Stan Schein, care studia retina ochiului uman și a descoperit o proteină numită clahrin, care era dispusă sub forma unor astfel de poliedre.